# American Pie: O Reencontro
American Pie: O Reencontro (do original em inglês: American Reunion) é um filme de comédia de 2012, dirigido e escrito por Jon Hurwitz e Hayden Schlossberg. É oitavo filme da franquia American Pie, bem como o quarto da série original teatral (após American Pie de 1999, American Pie 2 de 2001 e American Wedding de 2003).
O filme estreou nos Estados Unidos em 6 de abril de 2012 e em 20 de abril de 2012 no Brasil. Foi recebido de maneira mista pelos críticos de cinema, embora se tornou um sucesso comercial ao arrecadar mais de 234 milhões de dólares contra um orçamento estimado em cinquenta milhões.

## Enredo
Treze anos depois de terminar o colegial, Jim, Oz, Kevin Myers, Finch e Stifler estão bem estabelecidos em suas vidas e carreiras. Jim mora nas proximidades de Chicago e continua casado com Michelle, tendo um filho com ela de dois anos de idade chamado Evan. Oz é um comentarista esportivo da NFL que vive em Los Angeles com sua namorada supermodelo Mia. Kevin é casado com uma mulher chamada Ellie e trabalha em casa como arquiteto. Finch diz a seus amigos que ele está viajando pelo mundo e ainda procurando por seu único amor verdadeiro. Stifler trabalha temporariamente em uma empresa de investimentos onde é frequentemente vítima de agressões verbais humilhantes de seu patrão.
O ex-colega de classe John, que era tarado por MILFs juntamente com seu amigo Justin nos antigos tempos de escola, organiza uma reunião da turma de 1999 no colégio em East Great Falls. Jim e Michelle voltam para a antiga casa de Jim, onde ele encontra sua antiga vizinha Kara, a qual Jim costumava tomar conta quando era criança e que logo completará 18 anos. Jim revê Oz, Kevin e Finch em um bar, onde eles conhecem Selena, a melhor amiga de Michelle da época em que elas participavam da banda estudantil. Stifler aparece inesperadamente e se junta a eles para as atividades do fim de semana.
No dia seguinte, o grupo vai à praia. Oz reencontra sua antiga namorada do ensino médio, Heather, que está namorando um cardiologista chamado Ron, que é abusivo, enquanto Kevin se reconecta com Vicky. Naquela noite, a maioria do grupo vai às cataratas e encontra uma festa do ensino médio comemorando o aniversário de Kara; Kara fica bêbada e Jim a leva para casa, onde ela tenta seduzi-lo no caminho. Kevin acorda ao lado de Vicky e assume que eles fizeram sexo.
Jim e Michelle participam de uma festa organizada por Stifler e trazem o pai de Jim. Kevin confronta Vicky na noite anterior, mas ela insiste que não houve sexo; Mia consome ecstasy e Ron humilha Oz. Heather, com pena, conforta Oz, e eles se reconciliam. Jim tem um mal-entendido com Michelle e diz a Kara que ele não se importa com ela. A polícia chega e prende Finch por roubar uma motocicleta anteriormente. Stifler se diverte acreditando que finalmente se vingou de Finch por dormir com sua mãe, Jeanine. Exasperados com sua imaturidade e desnecessário senso de vingança, os amigos se juntam ao lado de Finch; Jim, Oz e Kevin finalmente admitem que ninguém em geral gosta de Stifler. Eles mencionam que seu comportamento bruto e imaturo é a razão pela qual eles não planejaram convidá-lo para a reunião, pois ele sempre os arruinara como no passado. Atormentado, Stifler termina a festa.
Na reunião, Finch admite ser um mero gerente assistente de uma filial da Staples e roubou a moto de seu chefe quando um aumento prometido não foi recebido. Os meninos pedem desculpas a Stifler e insistem que ele é amigo deles dizendo que sem ele o ensino médio não teria sido divertido. Kevin se reconcilia com Vicky. Finch faz as pazes por mentir para Selena e eles fazem sexo no banheiro. Oz se reúne com Heather e bate em Ron por abusar e humilhá-la enquanto Jim se reconcilia com Michelle. Jessica revela que é lésbica e, com a ajuda de Stifler, Sherman tenta uma investida Loni. Depois que Rachel, a mãe de Finch, faz uma insinuação sexual em Stifler usando assuntos relacionadas a lacrosse, eles passam a fazer sexo no campo de lacrosse do colégio, enquanto Rachel concorda em voz alta e apaixonadamente com as proclamações de Stifler sobre sua masculinidade. John se reúne com seu amigo Justin e eles assistem Stifler fazendo sexo.
Na manhã seguinte, Jim e Kara pedem desculpas por seu comportamento um com o outro. Enquanto comem numa lanchonete, Oz diz ao grupo que planeja ficar na cidade com Heather, enquanto Finch planeja uma viagem com Selena para a Europa e Stifler dá dicas sutis sobre dormir com a mãe de Finch. Kevin propõe um pacto para eles se reunirem uma vez por ano, a qual o grupo concorda e brinda. Stifler então diz que "pegou a mãe do Finch!" sorrateiramente, deixando Finch enojado, sabendo agora o que Stifler passou quando fez sexo com sua mãe.
Em uma cena no meio dos créditos finais, o pai de Jim recebe uma felação da mãe de Stifler durante uma sessão no cinema.

## Elenco
| Personagem                    | Ator/Atriz                 |
| ----------------------------- | -------------------------- |
| Jim Levenstein                | Jason Biggs                |
| Michelle                      | Alyson Hannigan            |
| Chris "Oz" Ostreicher         | Chris Klein                |
| Steve Stifler                 | Seann William Scott        |
| Kevin                         | Thomas Ian Nicholas        |
| Paul Finch                    | Eddie Kaye Thomas          |
| Heather                       | Mena Suvari                |
| Victoria "Vicky" Lathum       | Tara Reid                  |
| Selena                        | Dania Ramirez              |
| Sr. Levenstein                | Eugene Levy                |
| Sra. Stifler                  | Jennifer Coolidge          |
| Jessica                       | Natasha Lyonne             |
| Nadia                         | Shannon Elizabeth          |
| Mia                           | Katrina Bowden             |
| John                          | John Cho                   |
| Dr. Ron                       | Jay Harrington             |
| Chuck Sherman                 | Chris Owen                 |
| Kara                          | Ali Cobrin                 |
| Alexa                         | Autumn Dial                |
| AJ                            | Chuck Hittinger            |
| Justin                        | Justin Isfeld              |
| Bo                            | Robert Hayes               |
| Madison                       | Jennifer Sun Bell          |
| Mãe do Finch                  | Rebecca de Mornay          |
| Ellie                         | Charlene Amoia             |
| Kyle                          | Jessie Malinowski          |
| Loni                          | Rebecca Field              |
| Ingrid                        | Jen Kober                  |
| Prateek Duraiswamy            | Vik Sahay                  |
| Chester                       | Benjamin Arthur            |
| Reed                          | Hart Turner                |
| Mitch                         | Zane Wind                  |
| Evan                          | George Christopher Bianchi |
| Pai da Kara                   | Stevie Ray Dallimore       |
| Mãe da Kara                   | Kim Wall                   |
| Deshaun                       | Raheem Babalola            |
| Apresentador do Programa      | Neil Patrick Harris        |
| Chad Johnson                  | Chad Johnson               |
| Fã do Oz                      | Helenna Santos-Levy        |
| Oficial de Polícia            | Brian Mahoney              |
| Mãe na Festa do Stifler       | Randy Hurwitz              |
| Homem na Festa de Reencontro  | Vince Pisani               |
| Mulher na Festa de Reencontro | Terri James                |
| Stifler - 13 anos             | Michael May                |

## Produção

### Desenvolvimento
Foi relatado em outubro de 2008 que a Universal Pictures planejava produzir o filme. Em abril 2010, o filme entrou em pré-produção, com Jon Hurwitz e Hayden Schlossberg assinando contrato para escrever e dirigir a produção com planos de reunir todo o elenco dos três primeiros filmes.

### Reunião do elenco

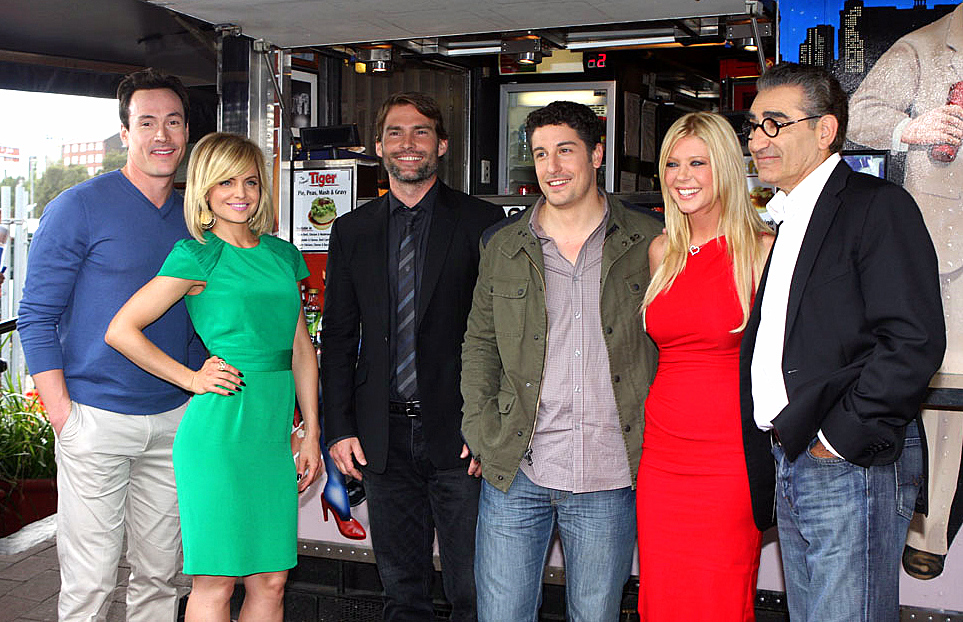
Parte do elenco do filme em Sydney, 2012.

Em março de 2011,  foram anunciados os primeiros nomes do elenco. Jason Biggs, Seann William Scott e Eugene Levy assinaram para reprisar seus papéis. Biggs e Scott também atuaram como produtores executivos e ajudaram a convencer os outros membros do elenco dos filmes anteriores para retornar. Em abril 2011, Alyson Hannigan, Chris Klein e Mena Suvari assinaram contrato para atuarem no filme. No mês seguinte, Thomas Ian Nicholas, Tara Reid, Eddie Kaye Thomas, Shannon Elizabeth e Jennifer Coolidge também foram confirmados. Em junho e julho de 2011, John Cho e Natasha Lyonne foram os últimos a assinarem para retornar ao elenco.
Jason Biggs e Seann William Scott receberam cada cinco milhões de dólares para atuar no longa. Já Alyson Hannigan e Eugene Levy receberam três milhões cada, com o restante do elenco recebendo cachês na faixa entre quinhentos mil a setecentos mil dólares cada, exceto Tara Reid, que recebeu 250 mil dólares.

### Filmagens
Foi aprovado um orçamento de US$ 50 milhões de dólares para American Pie: O Reencontro. As filmagens do longa foram realizadas entre julho e agosto de 2011 na área metropolitana de Atlanta, Georgia. No final de julho, as filmagens tiveram lugar em Conyers, Monroe e Parque Woodruff. A produção também foi filmada no colégio High School de Newton na Georgia de 11 de julho a 15 de julho; as cenas filmadas por lá incluíram o ginásio da escola para a ambientação do baile da reunião da turma de 1999, o campo de futebol, corredores e adjacências. Através de um acordo com a empresa de produção do filme, foi pago cerca de dez mil dólares para o colégio.

## Lançamento e recepção

### Bilheteria
American Pie: O Reencontro estreou na América do Norte em 6 de abril de 2012 em 3.192 cinemas, com um total de US$ 21.514.080 no final de semana de abertura, colocando-o no número 2 nas bilheterias atrás de The Hunger Games. Na segunda semana de lançamento, caiu para o número 5 nas bilheterias, com um total de US$ 10.473.810 naquele final de semana.
O filme ganhou US$ 56.758.835 de receita na América do Norte e US$ 177.978.063 internacionalmente, obtendo um total mundial de US$ 234.736.898, tornando-se um sucesso comercial.

### Resposta da crítica
No Rotten Tomatoes, o filme possui uma taxa de aprovação de 45% com base em 183 críticas, com uma classificação média de 5.21/10 sob o seguinte consenso crítico: "Apesar de fornecer um conforto doce e nostálgico para os fãs da franquia, American Pie: O Reencontro falha em fazer algo verdadeiramente novo ou interessante, ou até muito engraçado, mesmo com os personagens clássicos". No Metacritic, o filme tem uma pontuação média ponderada de 49 de 100, com base em 34 críticas, indicando "críticas mistas ou médias". As audiências pesquisadas pelo CinemaScore deram ao filme uma nota média "B+" numa escala de "A+" a "F".
O crítico de cinema Roger Ebert, ao dar ao filme três de quatro estrelas em sua crítica para o jornal Chicago Sun-Times declarou: "O charme de American Pie era a relativa juventude e ingenuidade dos personagens. Tudo estava acontecendo pela primeira vez e eles tinham a obsessão obstinada por sexo, típica de muitos adolescentes. American Pie: O Reencontro tem uma sensação de déjà vu, mas ainda rende muitas risadas gostosas. A maioria delas, para mim, veio graças a Stifler... Se você gostou dos filmes anteriores, suponho que precisa ver este. Caso contrário, não sei". Peter Travers, da revista Rolling Stone, deu ao filme uma crítica positiva com duas estrelas e meia de quatro, dizendo: "American Pie: O Reencontro nos lembra o que gostamos no filme original: a maneira como o filme suavizou seu atrevimento para construir um interesse enraizado por esses personagens".

## Possível continuação
Em agosto de 2017, Seann William Scott disse em uma entrevista que o quarto filme provavelmente não teve um sucesso de bilheteria nacional satisfatório para justificar a realização de um quinto filme. Em agosto de 2018, Tara Reid disse que se encontrou com os diretores, com eles dizendo que um quinto filme aconteceria e que as filmagens poderiam começar em breve. Em setembro de 2022, foi anunciado que a Universal estava desenvolvendo um quinto filme com a participação da atriz Sujata Day.